# 앙리 2세 (키프로스)
앙리 2세 드 뤼지냥(Henri II de Lusignan)은 1270년 혹은 1271년에 태어나 1324년 8월 31일 사망한 키프로스의 왕(1285-1306, 1310-1324)이자 예루살렘의 왕(1285-1291)으로, 예루살렘왕 위그 1세와 이사벨 디블랭의 아들이다.

## 생애
앙리 2세는 1285년 5월 20일 형 장 1세의 뒤를 이어 왕위에 올랐다. 앙리가 장을 독살하였다고 추정된다. 장 1세의 예루살렘 왕위를 주장하던 샤를 당주가 1285년 사망하자, 앙리 2세는 앙주 왕가로부터 생장다크르를 수복한다. 앙리 2세는 함대를 이끌고 샤를 당주의 부관이던 위그 펠르랭이 지키고 있던 아크르를 공격하여, 1286년 6월 29일 마침내 아크르를 점령했다. 앙리는 1286년 8월 15일 티르에서 대관식을 했으나, 삼촌 필리프 디벨랭을 대법관(bailli)에 임명하고 키프로스로 돌아온다. 이 시기 아크르는 예루살렘 왕국의 얼마 남지 않은 항구 도시였다. 앙리 2세의 치세 동안, 맘루크는 티르, 베이루트, 기타 도시들과 트리폴리 백국을 점령했다. 아크르를 향한 마지막 공성은 1291년 4월 5일 시작되었다. 공성 막판에 앙리 2세는 대부분의 귀족들과 함께 키프로스로 탈출하고, 5월 28일 아크르는 함락되었다.

## 키프로스 섬 통치
앙리 2세의 키프로스 통치는 순조로웠고, 그는 왕국의 사법과 행정에 몰두했다. 고등 법원의 원본 기록들은 (라틴어보다는 프랑스어와 이탈리아어로) 그의 치세 동안 보관되었고, 귀족 자문회이던 법원의 역할은 범죄자들을 재판하는 역할로 확대되었다. 앙리 2세는 간질에 시달렸고, 시간이 갈수록 그를 무력하게 만들었으며, 귀족들은 불만에 찼다. 앙리 2세의 형제 중 한 명인 기(Guy)는 1303년 그를 향해 반란을 일으켜, 결국 처형되었다. 1306년 앙리 2세의 형제 티르 영주 아모리(Amaury) 역시 성전기사단과 함께 그를 왕위에서 끌어내리고자 하는 음모를 꾸몄다. 아모리는 본인이 직접 왕위에 오르기 보다는 키프로스의 섭정이자 총독이라는 직함을 달았다. 앙리 2세는 아모리의 매형 오신(Oshin)이 왕위에 있던 아르메니아로 추방되었다. 그러나 1310년 아모리는 암살당하고, 오신은 앙리 2세를 풀어준다. 앙리 2세는 키프로스로 돌아와 구호기사단의 도움으로 왕위를 탈환하고 자신과 아모리의 형제이던 에므리(Aimery), 매형 갈릴레이 공 발리앙 디벨랭과 발리앙의 친척 등 아모리의 공범들을 투옥시킨다. 1313년 앙리 2세는 키프로스에서 성전기사단을 해체시키며, 그들의 재산을 구호기사단에 넘긴다.

## 후계
앙리 2세는 1317년 10월 16일 시칠리아의 피디리쿠 2세와 엘레오노라 디 나폴리(Eleonora di Napoli, 나폴리 국왕 카를로 2세의 딸)의 딸이던 쿠스탄차 디 시칠리아(Custanza di Sicilia)와 결혼하나, 자식을 갖지 못했다. 앙리 2세는 1324년 8월 31일 사망했다.

## 참고
- René Grousset, , Paris, Payot, coll. « Bibliothèque historique », 1949 (réimpr. 1979), 648 p. (ISBN 978-2-228-12530-7)